# Ermanno Cressoni
Ermanno Cressoni, född 22 juli 1939 i Milano, död 30 juni 2005 i samma stad, var en italiensk bildesigner.
Cressoni hade en examen i arkitektur när han anställdes vid Alfa Romeos desigavdelning 1965. Han efterträdde Giuseppe Scarnati som chef för Centro Stile Alfa Romeo 1975. Under Cressoni designades bland annat Giulietta-, 33- och 75-modellerna.
Sedan Fiat köpt upp Alfa Romeo 1986 blev Cressoni designchef för Fiat och från 1993 för hela Fiat-gruppen. Under hans ledning utvecklades framgångsrika bildesigners som Chris Bangle, Walter de'Silva och Andreas Zapatinas.